# Renato Cajá
Pour les articles homonymes, voir Renato.
Renato Adriano Jacó Morais, plus communément appelé Renato Cajá, est un footballeur brésilien né le 15 septembre 1984 à Cajazeiras. Il évolue au poste de milieu de terrain.

## Biographie
Renato Cajá commence sa carrière à Mogi Mirim. Il joue ensuite à Ferroviária, à la Juventude et à Ponte Preta.
En 2009, Renato Cajá rejoint le championnat saoudien, en signant un contrat avec le club d'Ittihad Djeddah. Il est sacré champion d'Arabie Saoudite avec ce club.
En fin d'année 2009, Renato Cajá retourne au Brésil. Il évolue avec l'équipe de Grêmio puis le club de Botafogo.
En 2011, Renato Cajá rejoint le championnat chinois en s'engageant avec le club du Guangzhou Evergrande. Il est sacré champion de Chine avec cette équipe. Il se voit ensuite prêté à Ponte Preta (Brésil) puis aux Kashima Antlers (Japon).
Le 10 mai 2015, lors de la première journée du Championnat du Brésil de football, il inscrit un doublé face au Grêmio Foot-Ball Porto Alegrense ce qui permet au club remonté en première division d'accrocher l'adversaire, match nul 3-3.

## Palmarès
- Champion d'Arabie saoudite en 2009 avec l'Ittihad Djeddah
- Champion de Chine en 2011 avec le Guangzhou Evergrande
- Vainqueur de la Coupe de la Ligue japonaise en 2012 avec les Kashima Antlers